# نيكولاس بورنس (دبلوماسي)
آر. نيكولاس بورنس (بالإنجليزية: R. Nicholas Burns)‏ هو دبلوماسي أمريكي، ولد في 28 يناير 1956 في بوفالو في الولايات المتحدة.

## وصلات خارجية
- آر. نيكولاس بورنس على موقع إن إن دي بي (الإنجليزية)